# Snarkjakten
Snarkjakten (engelsk originaltitel: The Hunting of the Snark: An Agony in 8 Fits) är en nonsensdikt skriven av den engelske författaren Lewis Carroll. Den har illustrationer av Henry Holiday och gavs först ut 1876 (fem år efter Alice i Spegellandet och elva år efter Alice i Underlandet). Två gånger har dikten översatts till svenska, och den brittiske musikern Mike Batt gjorde 1984 en musikal baserad på den.

## Konstruktion och handling
Snarkjakten lånar miljöer, några figurer och åtta teleskopord från Lewis Carrolls tidigare vers "Jabberwocky" från hans roman Alice i Spegellandet.
Själva handlingen följer en tiomannabesättning som jagar ett obestämt djur, snarken (the Snark). Denna varelse sägs enligt berättelsen vara ett djur med fjädrar, det kan bitas och rivas samt har morrhår. De tio "jägarna" har på engelska alla namn som börjar på B – the Bellman (Klockaren), the Boots (Stövelmakaren), the maker of Bonnets and Hoods (Mössmakaren), the Barrister (Advokaten), the Broker (Mäklaren), the Billiard-marker (Biljardmarkören), the Banker (Bankiren), the Beaver (Bävern), the Baker (Bagaren) och the Butcher (Slaktaren).
Jakten på snarken har vid ett flertal tillfällen givits olika allegoriska tolkningar – med kopplingar till politik eller existentiell ångest. Själv meddelade Carroll dock att det hela endast handlar om nonsens. Villebrådet snark beskrivs i dikten som en Boojum (2014 översatt till svenska som en Snörvel), vilket ska vara ett mycket farligare djur.
Dikten är tillägnad Gertrude Chataway, vars namn stavas ut i inledningsorden på fyra inledande strofer. Carroll mötte Chataway i Sandown på Isle of Wight år 1875, när Chataway var nio år gammal och Carroll själv 43.

## Kapitel
| Kapitelnamn (på engelska) samt sida i originalutgåvan |    |
| "Fit the First. ⁠The Landing"                          | 3  |
| "Fit the Second.⁠ The Bellman's Speech"                | 15 |
| "Fit the Third.⁠ The Baker's Tale"                     | 27 |
| "Fit the Fourth.⁠ The Hunting"                         | 37 |
| "Fit the Fifth. ⁠The Beaver's Lesson"                  | 47 |
| "Fit the Sixth.⁠ The Barrister's Dream"                | 61 |
| "Fit the Seventh.⁠ The Banker's Fate"                  | 71 |
| "Fit the Eighth.⁠ The Vanishing"                       | 79 |

## Spridning och versioner
Den första svenska översättningen av Lars Forssell och Åke Runnquist (med illustrationer av Tove Jansson) kom 1959 på Albert Bonniers förlag. En nyöversättning av Isabella Nilsson utkom 2014 på Ellerströms förlag.

### Bearbetningar, inspiration
Carrolls vers fick 1984 en bearbetning till musikal, i regi av britten Mike Batt. Senare gjordes en albumversion baserad på en scenuppsättning av Batts The Hunting of the Snark, med bland andra John Hurt, John Gielgud och Roger Daltrey i några av rollerna och deltagande av London Symphony Orchestra.
Jack Londons segelfartyg Snark är namngiven efter Carrolls dikt. Den figurerar i Londons På långfärd med Snark (1911).